# Rafael Ángel González Ramírez
Rafael Ángel González Ramírez (* 12. August 1916 in Palmira, Táchira, Venezuela; † 10. Mai 2007) war Bischof von Barinas in Venezuela.

## Leben
Rafael Ángel González Ramírez empfing am 15. Oktober 1944 die Priesterweihe. 1965 wurde er von Papst Paul VI. zum Bischof des neu gegründeten Bistums Barinas ernannt. 1992 wurde seinem Rücktrittsgesuch durch Johannes Paul II. stattgegeben.